# Marc Ecko
Marc Milecofsky (East Brunswick, Nueva Jersey; 29 de agosto de 1972), más conocido como Marc Ecko es un empresario y diseñador de modas estadounidense. Sacó un juego para la consola de Sony Playstation 2 llamado Getting Up.
Creció en Lakewood, y empezó a vender camisetas a mediados de la década de 1980, antes de fundar su propia marca de ropa, Eckō, en 1993. En 2004 Marc Ecko Enterprises reportó ganancias de aproximadamente mil millones de dólares por ventas internacionales.